# Cotel Ernő
| Cotel Ernő                                | Cotel Ernő                                                                              |
| Kattints az alábbi külső linkek egyikére! | Kattints az alábbi külső linkek egyikére!                                               |
| ----------------------------------------- | --------------------------------------------------------------------------------------- |
| Nem található szabad kép.(?)              |                                                                                         |
| külső link · jogvédett                    | Cotel Ernő (1879-1954) ELTE Digitális Intézményi Tudástár. Imre István rézkarc, portré. |
| külső link · jogvédett                    | Cotel Ernő. História - Tudósnaptár                                                      |

Cotel Ernő (Salgótarján, 1879. április 23. – Budapest, 1954. november 8.) kohómérnök, a Magyar Tudományos Akadémia tagja.

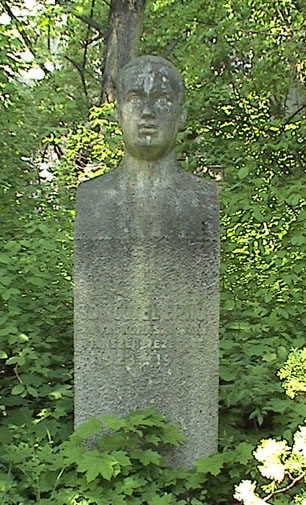
Szobor – Schaár Erzsébet: Cotel Ernő professzor. Miskolc-Egyetemváros, Magyarország, 1964

## Életpályája
Cotel Ernő vasgyári hivatalnok és Kolbenheyer Hermin fia. Testvére Terray Gyuláné Cotel Lenke. Felsőfokú tanulmányait a Királyi József Műegyetem gépészmérnöki szakosztályán kezdte. Innen 1897-ben, az első félév után, a selmecbányai Bányászati és Erdészeti Akadémiára iratkozott át, ahol 1902-ben vaskohómérnöki oklevelet szerzett. A kaláni (nándorhegyi) vas- és acélgyárban helyezkedett el, de 1903-tól egy évig a selmeci akadémia Bányavegytani Tanszékén tanársegéde volt. Ezt követően tíz évig ismét a kaláni Bánya- és Kohótársaság nándorhegyi hengerdéjében dolgozott mérnökként, majd főmérnökként. 1912-től 1918-ig a Rimamurány–Salgótarjáni Vasmű korompai durvahengerműjének, majd a gyár főmérnöke, 1921 és 1922 között igazgatója volt. Az első világháborúban mérnök-hadnagyként katonai szolgálatot teljesített.
1923-ban a Sopronba áttelepült Bánya- és Erdőmérnöki Főiskolán vállalt feladatot, a vaskohászat rendes tanára, a Vaskohászattani tanszék vezetője lett. Az 1924–25-ös tanévben a Vas- és fémkohászati osztály dékánja, az 1930–31-es és 1931–32-es tanévben a főiskola rektora volt. 1926-ban a budapesti műegyetemen magántanári képesítést szerzett a vasipari hengerlés és a kovácsolható vas gyártása témákban. 1945-ben a Műszaki és Gazdaságtudományi Egyetem soproni Bánya-, kohó- és erdőmérnöki Karának dékánja volt. 1925-től 1929-ig az Országos Magyar Bányászati és Kohászati Egyesület alelnöke volt. 1945-ben lett a Magyar Tudományos Akadémia levelező, később tanácskozó tagja. 1949-ben tagságát – politikai okok miatt (1937 és 1944 között a parlamenti felsőház tagja volt) – megszüntették, és csak 1989-ben állították vissza.
A nemzetközi kitekintésben is fontosnak számító írásai, könyvei az 1920–1950-es években jelentek meg itthon és külföldön. Több jelentős találmányt dolgozott ki. Feltalált egy elliptikus szelvényű forgóaknás gázfejlesztőt, ő vezette be Magyarországon először a Siemens-Martin-kemencék automatikus ellenőrzését, és új típusú martinkemencei tűzfejet fejlesztett ki.
Nyughelye a Farkasréti temetőben található és 2004 óta védettség alatt áll (N-1920 fülke).

### Magánélete
Házastársa Rajzinger Jolán volt. Fia Cotel Kornél (1917–2008) közgazdász; leánya Cotel Klára, Claus Alajos (1908–1988), Kossuth-díjas kohómérnök felesége. 

## Főbb művei
- A hengerlés alatt álló vasrúd előrecsúszása. Bányászati és Kohászati Lapok, 1923
- A hengerlés Tafel-féle elméletei. Bányászati és Kohászati Lapok, 1923
- Az acél kovácsolhatóságának határa. Budapest, 1925
- Der Siemens-Martin-Ofen. Berlin, 1927
- A hengerlés alapelvei. Sopron, 1928
- Die Grundlagen des Walzens. Halle, 1930
- A nyersvasgyártás alapelvei. Sopron, 1933
- A nagyolvasztó profiljának fejlődése. Bányászati és Kohászati Lapok, 1947
- A vaskohászat új útjai. Bányászati és Kohászati Lapok, 1953